# مابونی کنوا
مابونی کنوا (摩文仁 賢和 Mabuni Kenwa, 14 نوامبر ۱۸۸۹–۲۳ مه ۱۹۵۲) یکی از اولین کاراته کاهایی بود که کاراته را در سرزمین اصلی ژاپن آموزش داد و از او به عنوان توسعه‌دهنده سبک معروف به شیتوریو یاد می‌شود. در ابتدا، او نام هانکو-ریو، به معنای واقعی کلمه «سبک نیمه سخت» را انتخاب کرد تا نشان دهد که این سبک از تکنیک‌های سخت و نرم هر دو استفاده می‌کند. در نهایت، مابونی شیتو-ریو را انتخاب کرد که از اولین حروف نام‌های ایتوسو آنکو و هیگااونا، دو معلم اصلی او گرفته شده بود.

## دستاوردها
فونت کوشی گیچین کاتا را از کنوا مابونی آموخت: برای گسترش دانش خود، پسرش گیگو را برای مطالعه کاتا به دوجوی مابونی در اوساکا فرستاد.
مابونی کنوا، موتوبو چوکی و دیگر اوکیناوایی‌ها فعالانه کاراته را در ژاپن آموزش می‌دادند، قبل از اینکه گیچین فوناکوشی به‌طور 'رسمی' کاراته را از اوکیناوا به سرزمین اصلی ژاپن آورد.
شیتو-ریو (糸東流) مکتبی از کاراته است که توسط مابونی کنوا در سال ۱۹۳۱ تأسیس شد. در سال ۱۹۳۹ این سبک به‌طور رسمی در مقر بوتوکو کای ثبت شد.
توسعه کاتاهای آئویاگی/سیریو و میجو/میوجو، در حین آموزش در یک مدرسه دخترانه، اما نه به‌طور خاص برای زنان، بنا به درخواست دولت وقت ژاپن.

## سال‌های اولیه
مابونی در سال ۱۸۸۹ در شوری در اوکیناوا متولد شد، و از نسل هفدهم جنگجوی معروف اونی اوفاوگوسوکو کنیو بود. شاید به دلیل ضعف جسمانی خود، او در سن ۱۳ سالگی آموزش هنر شوری-ته (首里手) را در شهر خود، تحت سرپرستی آنکو یاسوتسونه ایتوسو (糸州安恒) (۱۹۱۵–۱۸۳۱) افسانه‌ای آغاز کرد. او چندین سال به‌طور جدی تمرین کرد و کاتاهای زیادی را از این استاد بزرگ آموخت. این ایتوسو بود که برای اولین بار کاتای پینان را توسعه داد، که به احتمال زیاد از فرم 'کوسانکو' مشتق شده بودند. 
یکی از دوستان نزدیک او، چوجون میاگی (宮城長順) (بنیانگذار گوجو-ریو)، مابونی را به یکی دیگر از بزرگان آن دوره، هیگااونا کانریو (東恩納寛量) معرفی کرد و او نیز شروع به یادگیری ناها-ته (那覇手) تحت نظر او کرد. در حالی که هم ایتوسو و هم هیگاشیونا سبک 'سخت-نرم' کاراته اوکیناوا را آموزش می‌دادند، روش‌ها و تأکیدات آنها کاملاً متمایز بود: برنامه درسی ایتوسو شامل تکنیک‌های مستقیم و قدرتمند بود که در کاتاهای نایفانچی و باسای نمونه آن دیده می‌شود؛ برنامه درسی هیگاشیونا، از سوی دیگر، بر حرکت

## دایره‌ای و روش‌های
مبارزه کوتاه‌تر تأکید داشت که در فرم‌های محبوب سیپای و کورورونفا مشاهده می‌شود. شیتو-ریو تا به امروز بر هر دو تکنیک سخت و نرم تمرکز دارد.
اگرچه او به آموزه‌های این دو مربی وفادار ماند، مابونی از تعدادی دیگر از معلمان نیز آموزش دید؛ از جمله سیشو آراگاکی، تاوادا شیمبوکو، سوئیوشی جینو و وو شیانهوی (استاد چینی معروف به گو-کنکی). در واقع، مابونی به دلیل دانش دانشنامه‌ای خود از کاتا و کاربردهای بونکای آنها افسانه‌ای بود. در دهه ۱۹۲۰، او به عنوان برجسته‌ترین مرجع در کاتا و تاریخچه اوکیناوایی شناخته می‌شد و بسیاری از هم عصرانش به دنبال او به عنوان معلم بودند. حتی شواهدی وجود دارد که تخصص او در چین، اوکیناوا و سرزمین اصلی ژاپن مورد توجه قرار گرفته است. او به عنوان یک افسر پلیس، به افسران مجری قانون محلی آموزش می‌داد و به درخواست معلم خود ایتوسو، آموزش را در مدارس گرامر مختلف در شوری و ناها آغاز کرد. 

## تاریخچه شیتو-ریو
در تلاشی برای محبوبیت کاراته در سرزمین اصلی ژاپن، مابونی چندین سفر به توکیو در سال‌های ۱۹۱۷ و ۱۹۲۸ انجام داد. اگرچه بسیاری از آنچه به عنوان «ته» (دست) یا کاراته شناخته می‌شد، در طول نسل‌ها با رازداری حسودانه منتقل شده بود، اما او معتقد بود که باید به هر کسی که با صداقت و درستکاری به دنبال دانش است، آموزش داده شود. در واقع، بسیاری از استادان نسل او نظرات مشابهی در مورد آینده کاراته داشتند: گیچین فوناکوشی (船越義珍) (بنیانگذار شوتوکان (松濤館))، یکی دیگر از معاصران، در دهه ۱۹۲۰ به توکیو نقل مکان کرده بود تا هنر خود را در سرزمین اصلی نیز ترویج کند.
در این دوره، مابونی به بسیاری از هنرمندان رزمی برجسته دیگر، مانند اوتسوکا هیرونوری (بنیانگذار وادو-ریو) و یاسوهیرو کونیشی (بنیانگذار شیندو جینن-ریو) نیز آموزش داد. هر دو مرد از شاگردان فوناکوشی بودند. 
تا سال ۱۹۲۹، مابونی به اوساکا در سرزمین اصلی نقل مکان کرده بود تا به عنوان یک مربی تمام وقت کاراته، سبکی را که در ابتدا هانکو-ریو، یا «سبک نیمه سخت» می‌نامید، آموزش دهد. در تلاشی برای پذیرش در بوتوکاکای ژاپن، نهاد حاکم بر تمام هنرهای رزمی رسماً شناخته شده در آن کشور، او و معاصرانش تصمیم گرفتند هنر خود را «کاراته» یا «دست خالی» بنامند، به جای «دست چینی»، شاید برای اینکه ژاپنی‌تر به نظر برسد. تقریباً در همان زمان، شاید زمانی که برای اولین بار سبک خود را به بوتوکاکای معرفی کرد، اعتقاد بر این است که نام سبک به شیتو-ریو، به افتخار تأثیرات اصلی آن، تغییر یافت. مابونی نام سبک جدید خود، شیتو-ریو را از خوانش‌های اون‌یومی اولین کانجی در نام‌های آنها، «شی» برای ایتوسو (糸) و «تو» برای هیگاشی (東)اونا گرفت. با حمایت ساکاگامی ریوشو (۱۹۹۳–۱۹۱۵)، او تعدادی دوجو شیتو-ریو در منطقه اوساکا، از جمله دانشگاه کانسای و دوجو ژاپن کاراته-دو کای افتتاح کرد. تا به امروز، بزرگ‌ترین گروه تمرین‌کنندگان شیتو-ریو در ژاپن در منطقه اوساکا متمرکز هستند. با این حال، معاصر مابونی شینپان شیروما در شوری، اوکیناوا باقی ماند و شیتو-ریو اوکیناوا را تأسیس کرد. 

## حرفه
مابونی تعدادی کتاب در این زمینه منتشر کرد و به نظام‌مند کردن روش آموزش ادامه داد. شاید بیش از هر استاد دیگری در قرن گذشته، مابونی عمیقاً در سنت‌ها و تاریخ کاراته‌دو غرق بود، با این حال به اندازه کافی آینده‌نگر بود که بفهمد این هنر می‌تواند در سراسر جهان گسترش یابد. تا به امروز، شیتو-ریو نفوذ ایتوسو و هیگاشیونا را به رسمیت می‌شناسد: برنامه درسی کاتای شیتو-ریو هنوز اغلب به گونه‌ای فهرست می‌شود که دو سلسله را نشان دهد.
در سال‌های پایانی عمر خود، او تعدادی کاتای رسمی مانند آئویاگی/سیریو ('بید سبز') را با یاسوهیرو کونیشی تحت کمک اوشیبای موریهی و میجو، به عنوان مثال، که به‌طور خاص برای دفاع شخصی زنان طراحی شده بودند، توسعه داد.

## سال‌های پایانی
کنوا مابونی در سال ۱۹۵۲ درگذشت و پسرانش کنی و کنزو جانشین او شدند. پسرش کنزو مابونی در ۲۶ ژوئن ۲۰۰۵ درگذشت و دخترش جانشین او شد. پسرش کنی مابونی در ۱۹ دسامبر ۲۰۱۵ درگذشت و پسرش کنیو مابونی جانشین او شد. 